# Miocit
1. Akson
2. Živčano-mišićna veza
3. Mišićno vlakno (Miocit)
4. Miofibril

Miocit (također poznat kao mišićna stanica) tip je stanica prisutnih u mišićnom tkivu. 
Miociti su duge, cjevaste stanice, koje se razvijaju iz mioblasta kako bi oblikovale mišiće u procesu poznatom kao miogeneza. Postoje različiti specijalizirani oblici miocita s izrazitim svojstvima: stanice srca, poprečno-prugastih
i glatkih mišića. Prugaste stanice srčanih i poprečno-prugastih mišića nazivaju se mišićnim vlaknima. Kardiomiociti su mišićna vlakna koja formiraju komore srca i imaju jednu staničnu jezgru. Skeletna mišićna vlakna pomažu potpori i pomicanju tijela te imaju tendenciju da imaju periferne jezgre. Stanice glatkih mišića kontroliraju nesvjesne pokrete, poput kontrakcija peristaltika u jednjaku i želucu.
Sarkoplazma je citoplazma mišićnog vlakna. Većina sarkoplazme ispunjena je miofibrilima, koji su duge proteinske niti sastavljene od miofilamenata. Sarkoplazma se također sastoji od: glikogena, polisaharida od glukoznih monomera, koji stanici daje energiju pri intenzivnom vježbanju i mioglobina, crvenoga pigmenta koji skladišti kisik, dok nije potreban za mišićnu aktivnost.
Stanična membrana miocita ima nekoliko specijaliziranih područja, koja mogu uključivati interkalirani disk i poprečni cjevasti sustav. Stanična membrana pokrivena je slojem lamine širine oko 50 nm. Laminarni premaz može se odvojiti u dva sloja; lamina densa i lamina lucida. Između ova dva sloja može biti prisutno nekoliko različitih vrsta iona, uključujući kalcijeve.
Stanična membrana pričvršćena je na staničnom citoskeletu vlaknima, koja su široka približno 10 nm. Ona se generalno nalaze na Z linijama tako da formiraju brazde i poprečne cjevčice. U srčanim miocitima ovo formira išaranu površinu.
Citoskelet je ono od čega se gradi ostatak stanice i ima dvije glavne svrhe; prvo je da stabilizira topografiju unutarstaničnih komponenti, a drugo je da se kontrolira veličina i oblik stanice. Dok je prva funkcija važna za biokemijske procese, posljednja je presudna u definiranju odnosa površine i zapremnine stanice. To snažno utječe na svojstva električnog potencijala stanica, koje se mogu pobuđivati. Pored toga, odstupanje od standardnog oblika i veličine stanice može imati negativan prognostički utjecaj.